# Роланд Лінц
Роланд Лінц (нім. Roland Linz, нар. 9 серпня 1981, Леобен) — австрійський футболіст, нападник.
Виступав, зокрема, за «Аустрію» (Відень), а також національну збірну Австрії, разом з якою брав участь у домашньому Євро-2008..

## Клубна кар'єра
Вихованець юнацьких команд футбольних клубів «Леобен» та «Мюнхен 1860».
У дорослому футболі дебютував 1999 року виступами за команду клубу «Леобен», в якій провів два сезони, взявши участь у 53 матчах чемпіонату.

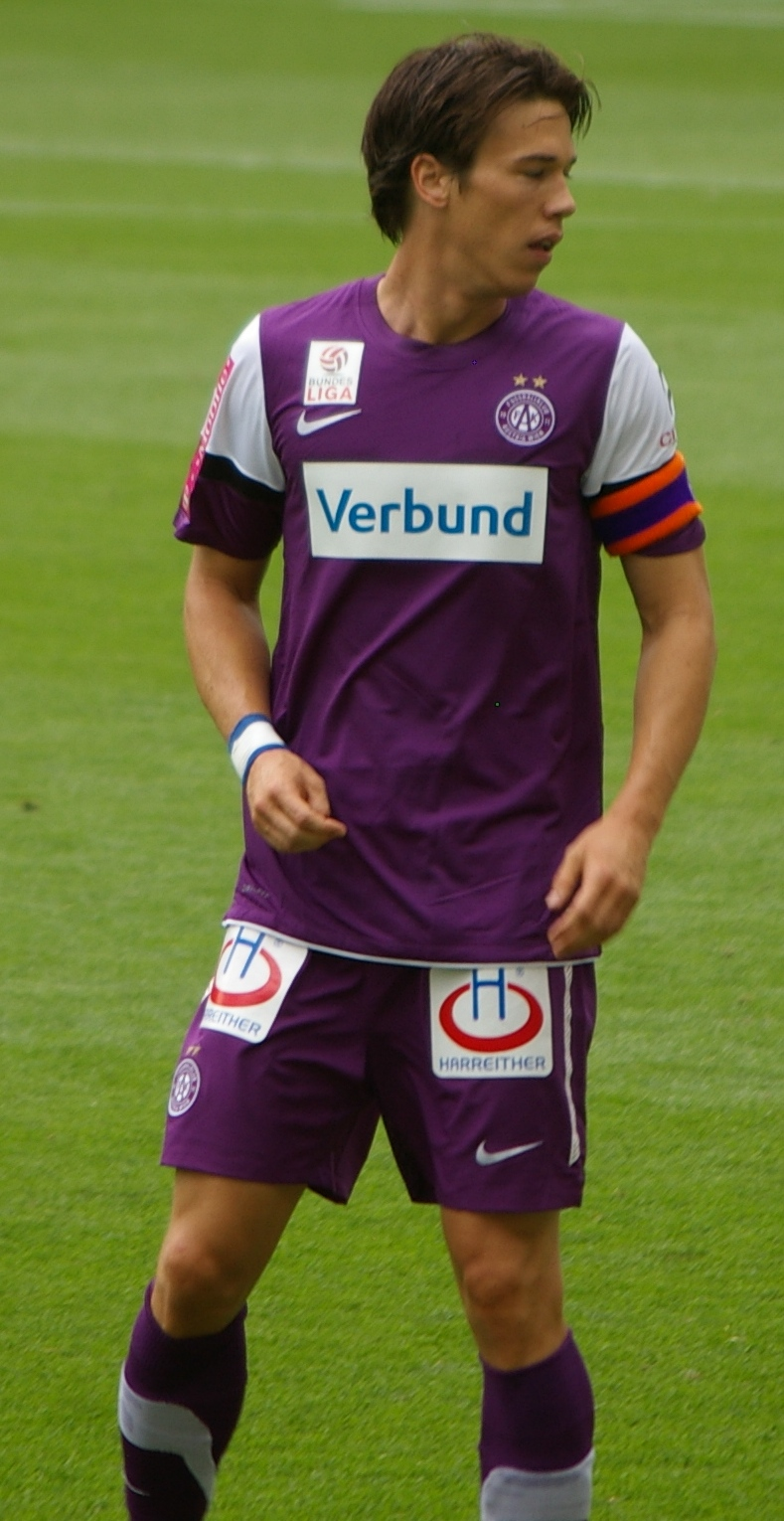
Роланд Лінц під час виступів за «Аустрію». 17 липня 2011 року.

Своєю грою за цю команду привернув увагу представників тренерського штабу клубу «Аустрія» (Відень), до складу якого приєднався 2001 року. Більшість часу, проведеного у складі віденської «Аустрії», був основним гравцем атакувальної ланки команди. З 2003 по 2006 рік на правах оренди також грав у складі команд клубів «Адміра-Ваккер», «Ніцца» та «Штурм» (Грац).
У 2006 році уклав контракт з клубом «Боавішта», у складі якого провів наступний рік своєї кар'єри гравця. Граючи у складі «Боавішти» також здебільшого виходив на поле в основному складі команди. У складі «Боавішти» був одним з головних бомбардирів команди, маючи середню результативність на рівні 0,36 голу за гру першості.
З 2007 року два сезони захищав кольори команди клубу «Брага». В новому клубі був серед найкращих голеодорів, відзначаючись забитим голом в середньому щонайменше у кожній третій грі чемпіонату.
У 2009 році зіграв також за клуби «Грассгоппер» та «Газіантепспор».
На початку 2010 року повернувся до «Аустрії», де провів наступні три роки, взявши за цей час участь у 69 матчах в національному чемпіонаті.
Протягом 2013 року захищав кольори таїландського клубу «Муангтонг Юнайтед», після чого ставгравцем португальського «Белененсеша», за який грав до кінця сезону 2013/14. Після завершення контракту 30 червня 2014 року перебуває без клубу.

## Виступи за збірну
У 2002 році дебютував в офіційних матчах у складі національної збірної Австрії. Наразі провів у формі головної команди країни 39 матчів, забивши 8 голів.
У складі збірної був учасником чемпіонату Європи 2008 року в Австрії та Швейцарії.

## Досягнення

### Командні
Аустрія (Відень)
- Чемпіон Австрії (3): 2002/03, 2005/06, 2012/13
- Володар Кубку Австрії (2): 2002/03, 2005/06

### Особисті
- Найкращий бомбардир чемпіонату Австрії (2): 2005/06 (15 голів), 2010/11 (21 гол)